# Георгиевский монастырь Селинари
Георгиевский монастырь Селинари (греч. Μονή Αγίου Γεωργίου Σεληνάρι) — православный мужской монастырь Критской православной церкви.

## История
Крутые горные склоны вокруг монастыря известны с древности как место жительства православных подвижников. Старая церковь монастыря датируется XVI веком. Предание связывает возникновение монастыря с приехавшими в эти места в 1522 году с Родоса троими братьями. Один из них по имени Николай стал монахом и однажды ночью наблюдал на одном из горных утёсов яркое свечение. На следующий день он нашёл там икону святого Георгия Победоносца и приступил к строительству церкви. Небольшой храм стал кафоликоном монастыря, просуществовавшего до XIX века и впоследствии опустевшего.
После открытия в 1925 году новой автомагистрали Ираклион-Агиос Николаос, старая церковь стала местом паломничества проезжающих мимо водителей. Современный монастырь был основан в 1961 году, а в 1963 году при монастыре был открыт дом престарелых.

## Архитектура
Монастырский комплекс расположен на двух уровнях. Вход в монастырь осуществляется через ворота с трёхчастным фронтоном, украшенным мозаиками. За воротами находится построенный в 1923 году каменный фонтан с рельефным декором. С восточной стороны фонтана расположена старинная Георгиевская церковь XVI века венецианской эпохи. Церковь имеет два входа с южной и западной стороны и одно окно. Иконостас перенесён из другой церкви и датируется 1813 годом. Интерьеры украшены современными фресками.
В монастыре были построены два новых храма — Богоявления Господня (2000) и Воскресения Христова (1992). Двухэтажный корпус бывшего старческого дома используется в настоящее время для нужд монастыря.
На втором уровне расположена новопостроенная колокольня и гостевая зона.